# 스모모모모모모 ~지상최강의 신부~
《스모모모모모모 ~지상최강의 신부~》(すもももももも ～地上最強のヨメ～)는 오오타카 시노부의 러브코미디 만화 작품으로 2004년부터 일본의 잡지 《영 간간》(스퀘어 에닉스)에서 연재되었고 현재는 한국에서 발간한 단행본을 기준으로 12권을 끝으로 완결되었다. 또 이를 원작으로 한 텔레비전 애니메이션도 나오기도 하였다.

## 줄거리
일본 내에는 각각 12지신(자축인묘진사오미신유술해)의 피를 물려받은 열두 무술가 집안들이 있으며, 이는 동군(東軍)진영과 서군(西軍)진영으로 나뉘어 있다는 배경으로부터 출발한다.
무술가 집안 바사라 부동심안류(代折羅不動心眼流) 개(犬)의 집안에서 자라온 고교생 '이누즈카 코우시(犬塚 孝士)' 그러나 그는 어릴 때의 트라우마로 인해 무술을 경멸하게 되고 무술은 거들떠도 보지 않으며 '검사'를 목표로 공부하는, 공부벌레가 되어버렸다.
그러던 어느날 갑자기, '쿠즈류 모모코(九頭竜 もも子)'라는 하이라 일전무쌍류(波夷羅一伝無双流) 용(龍)의 무술가 집안의 소녀가 나타나, 대뜸 자신의 아버지의 명으로, 지상 최강의 아이를 만들자고 찾아온다.
알고 보니, 둘은 과거에 두 가문의 아버지들끼리 멋대로 정략결혼을 맺은 사이... 거기다 둘의 결혼은 동군의 수장 이누즈카(犬塚)와 서군 수장 쿠즈류(九頭竜)의 결혼으로서 동군과 서군의 화평을 꾀하는 것이기도 하다. 그런고로 그들은 동서의 동맹 및 화합을 원치 않는 자객들로부터 생명의 위협까지 받기 시작하는데....

## 등장 인물

### 주요 인물
이누즈카 코우시 (犬塚 孝士)
성우 - 타카하시 히로키 / 이상범
바사라부동심안류(代折羅不動心眼流)의 계승자. 17세. 신장 171cm. 9월 8일생. 처녀자리. AB형. 풍운아 고등학교 2학년 C반. 좋아하는 것은 대구 뮈니엘, 유일한 취미는 일본 성(城)모형 만들기(특히 좋아하는 것은 히메지성과 오다와라성.)라는 상당히 나이들어 보이는 취미를 갖고 있다(작자 왈 '좀 더 나이를 먹으면 분재라던가 홀로 바둑두기라도 할 것 같다'). 애니메이션 9화를 보면 알 수 있듯이, 이 취미는 어렸을 적부터 있었던 것 같다. 그림과 요리가 상당히 서툴다.
과거의 트라우마에 의해 폭력 공포증에 걸려, 그러한 이유로 어렸을 때부터 계속해온 무술을 그만두고 검사를 목표로서 공부에 힘쓰고 있다. 두뇌 명석에 말주변이 좋지만, 신체능력이 무술가로서 뛰어난 것도 아닌 보통 일반인 정도이며, 싸움은 터무니없이 못한다. 반면, 꽤나 미인형의 외모를 겸비하고 있으며 항상 성적 최상위권을 유지함으로써 반의 여학생들로부터 인기가 많다. 하지만 여자의 마음을 전혀 이해하지 못하는 듯한 극도의 무뚝뚝함의 소유자.
쿨해보이지만 실제론 뜨거운 심장의 소유자. 잘못된 행동이나 악행을 보고 그냥 넘어가지 못하는 성격. "정의감은 강하지만 폭력에는 약해진다"라는 자신의 한심함을 애써 속이며 살아 왔지만, 모모코(九頭竜 もも子)의 덕분에 한 때의 솔직한 마음, 숨겨왔던 용기를 되찾는다.
무술가들에게 둘러싸여 보내는 비정상적인 일상을 회피하고 싶은 마음에 애써 냉정하게 무시하려고 매일 분투하고 있었지만, 코가네이(虎金井)마을에서 살아 돌아온 뒤로부턴 무술을 다시 시작하기로 마음먹는다. 아버지인 운켄(雲軒), 친구 이로하(巳屋本 いろは), 한조(半蔵), 텐카(虎金井 天下), 신타로(猪野上 進太郎)에게 수행에 협력해주기를 간절히 원하게까지 되었다.
여성 선호타입은 모모코나 이로하같은 유아 체형의 로리콘이 아닌 오히려 사나에(中慈馬 早苗)나 텐텐(虎金井 天々)같은 거유와 어른의 향기에는 눈을 떼지 못하는 타입. 다만 연애사에 있어서는 "학생은 공부에 전념해야 한다"라고 외치며 다닌다거나 '말 가면(ウマ仮面)'이 옷 벗는 걸 멈추게 하려 한다거나 모모코가 러브 호텔로 끌고 갔을 때는 화내며 울면서 뛰쳐 도망치는 상당히 순진한 면모도 보인다.
겉으로 봐서는 자립한 것 같아 보이지만, 실제로는 생활 능력이 매우 낮다. 모모코가 하루 없는 것만으로 그 주변은 비참한 모습이 되어 버린다. 모모코를 처음엔 성가신 애물로밖에 생각치 않았지만, 점차 그녀의 고마움을 깨닫아, 전혀 진전이 없을 것 같아 보이지만, 점차 거리를 좁혀나가고 있다. 하지만 아직까지도 그녀를 "여자" 로서 인식하지 못하고, 그녀의 수많은 미인계 공작과 어프로치에도 무반응.
운동회에서 유스케(猿藤 優介)에게 무술을 지금까지 하지 않았고 하더라도 자기방위 정도로만 하면 좋겠다는 둥 동군 수장의 자리 계승 따윈 사실 관심 없다는 등의 말로 그것이 유스케를 격앙시켰고, 유스케가 모모코에게 한 말이 모모코에게 큰 혼란을 주어 결국 코우시와 모모코 사이에 균열이 생겨 버린다. 후에 모모코와의 화해를 위해 텐카, 한조, 신타로, 유스케의 작전으로 화해 한듯이 보인듯 했지만, 유스케가 이 작전을 고안해 냈다는 사실, 모모코가 유스케를 상당 신뢰하고 있다는 사실에 무의식적인 질투에 이끌려 다시 모모코를 떨쳐 내 버린다. 그러나 그런 자신을 반성하고 다시 사과하겠다 마음먹은 즈음, 일광보살(日光菩薩)로부터 어머니 시노(鹿御 信乃)의 정체와 그녀로부터 물려받은 시카고(鹿御) 일족의 숨겨진 힘을 알게 되고, 일광보살로부터 '스승 밑에서 수행하는 것'을 권유받아 모모코에게 잠시 이별을 고하고 여행을 떠난다. 스승이 텐가(虎金井 天我)였던 탓에 그의 기백에 눌려 있기도 했지만, 텐가의 서바이벌 수행으로 서서히 힘을 몸에 붙여가고 있었다. 그러던 중 수행도중에 무의식적으로 발동된 코우시의 숨겨진 힘 백귀봉합(百鬼封檻)에 의해 무술 능력을 봉인당한 텐가의 곁에 텐텐,유스케가 내습해, 무력화 상태(즉 일반인)의 그는 패배해 버린다. 코우시는 일광보살의 계획에 따라 사나에와 키미에(中慈馬 キミエ)의 안내를 받아 엔도 가에 잠입해 모모코에게 간다. 그리고는 모모코에게 "앞으로도 내 곁에 있어줘"라고 고백해 버리고는 유스케와 모모코의 결혼식에 난입, 일전에 패배해 빼앗긴 모모코를 되찾으려 재결투를 신청한다.
도중, 안테라천변류(安底羅千変流)오의-원수열구맹폭자(猿髄烈九猛爆子)에 큰 데미지를 입었지만, 과거 방종했던 자신의 모습을 유스케에게서 찾아내고는, 그 과거의 자신을 극복해 내기 위해서라도 다시 일어선다. 그리고는 그 싸움 도중 마침내 어머니로부터 물려받은 능력 '백귀봉합'의 발동에 성공, 코우시의 승리로 끝나게 된다. 직후 무술가들의 환호 속에서 그것을 시기한 텐텐이 모모코를 죽이려 할 때 그녀에게도 백귀봉합을 사용해 버려서 코우시의 생명은 다한 것처럼 보였다('한 번 사용할 때마다 수명의 절반이 사라지므로 두 번째에는 목숨을 잃는다'라고 고대 시카고족의 기록이 남아있다). 하지만 2년 뒤, 그는 한층 더 수행을 쌓아 씩씩한 모습으로 건재했다. 사실은 그 시카고족의 기록은 평균수명이 채 20세도 되지 않았던 고대 순혈 시카고족 기준으로서의 '수명의 절반'이었으므로 코우시의 수명은 십수년 줄어들었을 뿐, 죽지는 않았다.
19세가 된 코우시는 이누즈카 가의 기술도 습득해 쿠즈류 센다유(九頭竜 千太夫)와 대등히 싸울 정도의 실력을 갖게 되어, 모모코와의 결혼을 인정받기 위해(그 전까지는 모모코를 털끝하나 건드리지 않겠다고 약속했다) 128번째 결투를 걸게 된다.

쿠즈류 모모코 (九頭竜 もも子)
성우 - 카노 유이 / 류점희
하이라일전무쌍류(波夷羅一伝無双流)의 계승자. 17세. 신장 146cm. 9월 7일생. 처녀자리. 쓰리사이즈 B76(아슬아슬하게 B컵)/W55/H77. O형. 풍운아 고등학교 2학년 C반. 분홍빛의 머리카락에 항상 고무줄로 머리카락 앞꽁지를 묶고 다닌다. 남들 앞에서는 푸르는 법이 없다.
성격은 상냥하고 천진난만. 하지만 뭔가에 있어 한번 결심을 내리면 그야말로 일직선. 눈에 보이는 것이 없다. 뭔가에 감동을 쉽게 받는 타입으로 '사랑', '우정' 따위의 단어에 약하다. 모든지 믿어버리는 성격으로, '순진무구' 라기보단 '순진"무지(無知)"'라고 하는 편이 더 옳다.
제아무리 코우시에게 미움받아도 사랑의 어택을 멈추지 않는 파워풀한 성격이면서 불평 하나 않고 코우시를 조용히 따르는 현모양처의 귀감이라 할 수 있다. 상대 상관않고 경어를 사용하며, 평소에는 코우시의 일이 아닌 이상 거의 화를 내지 않는다. 하지만 이로하를 괴롭히는 텐텐이나 코우시에게 가치가 없다고 말한 텐가에게는 진심으로 격노한 적이 있다.
신부 수업을 받아오고 있었기 때문에, 가사는 만능으로 해낸다. 특히 요리가 수준급.
어렸을 적 어떤 무서운 수행(?)의 일환으로 삶은 달걀을 두려워 하는 트라우마가 생겼다. 그 사실을 학교 체육선생 닛타이 다이고로(日体 大五郎)에게 들켰을 때에는 위기에 빠지기도 했다.
어린 시절 괴롭힘받던 자신을 구해준 (사실은 그러려다가 자기가 당한) 코우시를 계속 사모해 왔다.(코우시가 당한 사실은 새까맣게 잊어버렸기 때문에) 코우시가 유스케와의 싸움에서 패해, 모모코가 엔도 가에 붙잡혀 강제 혼인을 준비할 때, 자신을 구하러 잠입해 온 코우시가 내뱉은 뜻밖의 고백에 탈혼(脫魂)의 경지에 이르러 기쁨을 감추지 못했다. 그 즉시 유스케에게 달려가 '코우시가 아니면 절대 아이를 만들지 않겠다'라고 선언하기도 했다.
최종권의 부록편에서는 코우시가 무려 아이 만들기를 허락하게 된다. 하지만 막상 실전이 되고 보니 부끄럼을 타는 바람에, 결국 마지막까지 고생하게 된다.
기술
승룡열천충(昇龍裂天衝)어퍼컷의 자세로서 주먹을 상공에 내질러 투기를 방출, 사람을 향해 사용하면 까마득히 저 멀리 날아가 버리고, 하늘을 향해 사용하면 강한 상승기류를 발생시킨다.
흑룡 모닝디스트로이어(黒龍モーニングデストロイヤー)손바닥으로부터 흑룡의 모습을 한 투기를 방출하는 기술.
모모코 역상 리미트브레이크(もも子・逆上・リミットブレイク)분노로 인해 극한까지 상승한 투기를 역린의 대상에게 여러마리 용의 모습으로 방출하는 기술.
샤우트 바주카 스트라이크(竜吠大砲拳)응축한 투기를 주먹에 둘러, 적을 향해 발사한다. 그 밖에도, 상대의 기술에 부딪뜨려 상쇄시키는 등의 응용도 가능한 기술.
비룡일섬검(飛龍一閃剣)투기를 검의 모양으로 모아, 적을 벤다. 단련할수록 칼의 길이를 마음대로 할 수 있게 된다.
진・승룡열천충(真・昇龍裂天衝)승룡열천충의 완성판. 전신의 투기를 주먹에만 집중시켜, 단숨에 폭발시킴으로써, 하늘을 가리는 구름이 두동강으로 갈라져, 이름 그대로 하늘이 찢어진 것처럼 보인다. 애당초 여자인 모모코에게는 승룡열천충까지가 고작이라고 여겨졌지만, 코가네이 텐가와의 싸움에서 사용할 수 있게 되었다.
샤우트 머신건 스트라이크(竜吠百烈炎弾拳)주먹을 연속으로 빠르게 내지름으로서, 전방에 파동탄과 같은 형체를 날려 공격한다.
섀도우 크래시(亡霊破滅拳)애니메이션 오리지널 기술. 양손에 투기를 집중시켜, 다시 양손에서 에너지를 방출시킨다.
청룡 스트림 어택(青竜爆風激拳)애니메이션 오리지널 기술. 양손에 기를 모아 제트 분사기와 같이 순간 분출하는 기술.
폭룡 코즈믹 버스터(爆竜宇宙爆砕拳)애니메이션 오리지널 기술. 말 가면의 여의천천각120%(如意天穿脚120%)에 상쇄되어, 알 수 없는 기술.

미야모토 이로하 (巳屋本 いろは)
성우 - 미야자키 우이 / 장은숙
인다라사영환마류(因達羅蛇影幻魔流)당주. 15세. 신장 144cm. 11월 29일생. 궁수자리. 쓰리사이즈 B75(A컵)/W54/H75. O형. 풍운아 고등학교 1학년 B반. 사이드 포니의 헤어스타일을 하고 있다. 취미는 무기 손질하기. 흔히 말하는 츤데레 소녀. (보통 사람들에게는 츤, 코우시에게만은 데레) 한조와 함께 목에는 쇠사슬 목걸이를 걸고 다닌다.
코가네이 텐텐의 계략으로 괴멸 직전의 미야모토파(巳屋本組)를 되살리고 싶다는 일념만으로 15세에 아버지의 자리를 이은 여자 두목. 그러나 공주님처럼 애지중지 길러진 탓에,  조직원들로부터 신용을 받지 못하고 부하들이 모두 떠나 버렸다. 한조(半蔵)만이 그녀를 버리지 않고 옆에 남아 주었다. 본디 자객으로서 코우시를 암살하려는 계획을 세웠었지만, 모모코에게 설득되어 코우시와 같은 고등학교에 전입하게 된다. 자신을 이길 줄 아는 당차고 늠름한 정신의 소유자인 동시에, 무심코 손을 뻗어보고 싶은 여동생과 같은 순진함도 가지고 있다. 매사에 있어 자신에게 솔직. 연애사에 있어서도 스트레이트 승부로 대결. 의동생 한조와는 어떤 끈끈한 정으로 이어져 있어, 전투 시에는 놀라운 콤비네이션을 발휘한다. 하지만 우선은 미야모토가의 '아가씨' 이므로, 항상 보살핌 받아 왔기 때문에, 가사의 마음가짐 따위는 없는 것 같다. 청소 하는 것만으로 주위 기물을 파괴하며, 손재주도 심하게 없으며, 요리도 골칫거리.
코우시 암살 계획 도중 어떤 사건에 의해 코우시에게 반해 버려, 일단은 나이 차이로서 그저 "오빠"라고 부르고 있지만, 모모코 또한 "선배"라고 부르며 존경의 마음을 갖고 있기에, 모모코와 코우시의 관계를 알고 있기에 연정을 함부로 표출하지 못하고 있었다. 그러나 코가네이 마을에서 텐텐이 이로하가 코우시를 좋아한다는 사실을 폭로해 버렸을 때 모모코와 코우시 두 명에게 모두 미움을 받고 말 거라는 생각에 눈물 흘리던 이로하를 모모코는 상냥한 말로서 다독여 주었으며 그 뒤로부터는 서로가 서로를 인정하는 라이벌 관계가 되었다. 같은 코우시를 동경하는 사나에와는 상당한 적대심을 불태우고 있었지만(그녀가 일반인이라는 것과 그녀의 여자다움 때문에), 그녀가 무술가이며 코우시를 그저 멀리서 지키는 것 밖에 하지 못한다는 사실을 알게 된 이후로는 조금 가까워 진 듯 하다.
아버지가 팔아 넘긴 미야모토 일족의 땅을 되찾기 위해 패밀리 레스토랑에서 아르바이트를 시작하지만, 예상대로 실수를 계속 저지른다. 그러나 서서히 일에 익숙해 지면서 일하는 동료와도 사이가 좋아지며 결국은 목표 금액을 달성한다. 그러나 이로하의 아버지가 뒤에서 텐텐과 손을 잡고 있었던 탓에, 토지의 이권자는 텐텐이 되어 있어 한조마저 그녀를 버리고 텐텐 측에 붙게 된다. 하지만 끝까지 뜻을 굽히지 않았던 탓에, 텐텐에게 쓰러진다. 그리해서 결국 포획된 듯 보였지만, 한조가 자신에게 뭔가를 숨기고 있단 것을 눈치채고, 사건의 전모를 알아내기 위해, 엔도 가에서 가장 약해 보이는 조직원 엔도 츠요시(猿藤 つよし)를 부랴부랴 달려온 사나에와 함께 붙잡아 심문해 '고대의 힘'에 대한 연구 사실을 알게 된다. 그 후, '나는 이로하의 방패가 될 수 없다'라며 슬퍼하는 한조에게 '내게 힘이 되어 줬으면 좋겠다'라며 간절히 부탁해, 두명의 콤비는 무사히 부활하게 되었다. 적을 안쪽부터 붕괴시키자는 의도로, 한조를 잠입시켜 고대의 힘의 약의 접촉, 세공하는 데에 성공했다. 2년 뒤, 그녀는 그녀의 어머니를 꼭 빼닮은 용모가 되어 조직원이 다시 모이고 있는 미야모토 파의 필두에 서서 일족의 재흥을 주창하고 있다. 그러나 아직까지도 한조의 이로하에 대한 연정은 알아채지 못한 채, '언젠가는 좋은 반려자를 만날 것이다' 고 말해 상처 아닌 상처를 주기도 한다.
기술
초승달 베기(三日月斬り)칼을 횡방향으로 넓게 휘둘러 생긴 충격파로 적을 파괴하는 기술.
쌍살 만다라 베기(双殺魔蛇羅斬り)두 자루의 칼을 가슴 앞에서 교차시키고, 뽑아내어 재빠르게 후려친다.
이도류 만다라 만월베기(二刀流魔蛇羅満月斬り)두 명이서야 발동할 수 있는 기술. 서로의 등을 맞대고, 각자가 반달을 그리듯이 검을 후려쳐, 360°의 적을 공격하는 기술. 서로의 신뢰 관계가 불가결하다.
악령즉사제령술(悪霊即死除霊術)애니메이션 오리지널 기술. 제령(除靈)용 부적으로 몸으로부터 발산되는 투기를 뱀의 모습으로 바꾸어 공격한다.
초승달 발리(三日月ボレー)애니메이션 오리지널 기술. 라켓을 초승달의 궤적을 그리며 휘둘러 발리한다.

한조 (半蔵)
성우 - 스즈키 치히로 / 손원일
어떤 야쿠자 집단의 심부름꾼 이었지만, 실패해 죽임당할 뻔한 것을 이로하에게 구해져 미야모토 가에 유일하게 남아있는 부하가 된다. 갈색 머리를 뒤로 짧게 묶은 주근깨 소년. 17세. 176cm. 8월 15일생. 사자자리. B형. 잘 때 배를 내놓고 자는 버릇이 있다. 풍운아 고등학교 2학년 A반. 풀네임은 불명.
이로하를 "누님"이라 부르며 따르고 있으며, 평생 그녀의 부하로서 있을 것을 다짐하고 있다. 이로하의 코우시 암살 작전 무산 후, 코우시와 같은 고등학교에 전입해 온다. 그 후, 용감하게도 이로하에게 고백하지만, 공중의 눈앞에서 '연애대상으로서의 감정은 없다'라고 싹둑 잘라 말해버려, 연인 관계가 될 수 없단 것은 처음부터 알고 있었지만서도, 그 자리에서 통곡했다. 하지만, 이로하를 그렇게까지 대해 주는 사람은 한조 뿐이기에, 이로하 본인은 그렇게 싫어하지는 않는다. 오히려 진심으로 감사하고 있다. 이로하가 동경하는 코우시에 대한 질투심을 안고 있다. 때때로는 그것이 숨겨지지 않고 표출되어 버릴 때도 있다. 코우시에게 반한 이후로 츤데레화(?)해버린 이로하에게 약간의 불안감을 느끼고 있다. 미야모토 파 재부흥 자금 관리를 맡고 있지만, 낭비벽이 있어 때때로는 신작 미연시를 산다던가 하는 등 자금을 마음대로 써 버려 이로하를 곤란하게 만들 때도 있지만, 이로하를 지지할 때에는 그 이상 의지할 수 없는 진정한 남자로 변한다.
게임・애니메이션・코스프레 촬영을 아주 좋아하는 오타쿠. 미연시의 영향인지, 남녀관계에 있어서는 제3자의 입장에서 매우 민감하다. 교내에서의 히카루(中慈馬 ヒカル)와 사나에(말 가면)의 대결 다음날 대놓고 말 가면의 음란한 사진을 판매하기도 했다(더불어 사진을 촬영한 카메라 또한 재부흥 비축금에서 빼돌려 구입했다.). 주부 속성이 있어, 이로하의 생활 관리는 거의 한조가 맡아 하고 있다. 무술가 혈통은 아니지만, 미숙하게나마 인다라사영환마류 오의나 제약술을 체득하고 있다. 또 의외로 날카로운 면을 가지며, 인간의 본심을 꿰뚫어볼 줄 알아 텐텐이 웃는 얼굴 뒤에 숨긴 감정을 알아챘다(하지만 텐텐이 자신에게 품은 연정은 깨닫지 못했다.). 미야모토 가 토지의 이권자가 텐텐이라는 사실을 알고서 텐텐의 부하가 되어 버린 것 같아 보였지만, 실제로는 이로하의 부친으로부터 '이로하보다 약한 네가 코가네이 텐텐에게 이길 수 있는 것이냐'라는 말을 듣고서는, 자신의 무력함에 시달리며 이로하를 지키기 위해 취한 괴로운 결단이었다. 그러한 상황에서도 끝까지 자신을 신뢰해 준 이로하에 감격해 통곡하며 다시 그녀와 같이 싸울 결의를 다진다. 텐텐을 따르는 체 하며 고대의 힘의 약에 접촉, 세공에 성공했다. 하지만 그것은 텐텐이 옛날, 이로하에게 저지른 잔혹한 행동과 별반 다를 게 없는 행동이었기에, 텐텐을 속이는 내내 꺼림칙한 기분을 느끼곤 했다. 2년 뒤, 그는 텐텐에게 아무리 말하기 어려운 일에도 솔직하게 이야기 할 결의를 했다. 그녀로부터 보내진 텐가의 흉을 보는 그림 문자가 잔뜩 섞인 휴대폰 메일에 '읽을 수 없어요'라고 털어놓기도 한다. 아직도 이로하에게는 그의 마음이 전해지지 않았다.
기술
천변백면상장의 술(千変百面相装の術)일순간에 변장해 얼굴을 바꾸어 다른 사람의 행세를 할 수 있는 기술.
궁장월(弓張月)대상과 스쳐 지나감과 동시에, 마치 상현달을 그리듯이 적을 벤다. 밀집한 다수의 적에게 유용.
일도류 마다라베기(一刀流魔蛇羅斬り)쌍살마다라베기의 칼 하나 버전. 칼을 순간적으로 횡방향으로 휘둘러, 다수의 적도 쓰러뜨릴 수 있는 기술.
이도류 마다라 만월베기(二刀流魔蛇羅満月斬り)이로하와의 합체기. 위를 참조.
만화몽상조의 술(万華夢想操の術)상대에게 비약을 먹인 뒤, 최면술을 걸어 최면 상태에 빠지게 한다.

나카지마 사나에 (中慈馬 早苗)
성우 - 히라노 아야 / 이현진
코우시의 같은 반 친구. 반장. 17세. 신장 163cm. 1월 14일생. 염소자리. 쓰리사이즈 B86(D컵)/W58/H84. A형. 풍운아 고등학교 2학년 C반. 근면하고 온후한 성격의, 사랑스러운 땋은 머리의 안경 소녀. 실제로는 상당히 부끄럼도 많이 타는 아이. 당초 무술과는 관계 없는 인물로서 생각되었지만 실은 산테라신호류(珊底羅神護流)의 계승자이며, 집안의 규칙에 따라 바사라부동심안류의 계승자인 코우시를 멀리서나마 지키고 있다(이누즈카 코우시가 제 몫을 해낼 수 있을 때까지 지키는 것이 사명). 용모는 키미에의 옛 모습과 똑같은 미인으로, 주요인물 소녀들 중에서는 가장 여자다운 소녀. 규칙을 무시하고 코우시에 연심을 품고 있어, 코우시와의 평범한 사랑을 동경하지만 나카지마 가의 규칙 때문에 고백하지 못하고 있다. 끌리는 남자 타입은 소녀 만화에 등장할 법한 남주인공으로서, 근육 덩어리의 '한 눈에 봐도 무도가' 같은 사람들을 싫어한다.
전설의 신호여의천마우의(神護如意天馬羽衣)를 가지고 있으며, 장착 부위의 파워를 대폭 상승시켜 준다. (키미에가 사나에의 파워의 원동력인 '수치심'을 극대화하기 위해, 노출이 심한 아슬아슬한 의상으로 개조했다. 버전2는 노출도는 덜하지만 공격받으면 공격받은 부위가 벗겨지도록(?) 디자인되어 있다.) 그것을 장비하면, 천주전사 말 가면(天誅戦士ウマ仮面)으로 변신한다(신타로와의 전투에서는 마토바(真鳥羽)가의 적남을 자칭, "버드 맨(バードマン)"으로 변신했다.). 부끄러움을 받을수록 파워업, 더욱 극한에 이르면 리미트브레이크(Limit Break)한다. 신체를 노출시켜 고의로 부끄러움을 얻지 않으면 파워가 나지 않는, 일부에서는 그로 인해 변태 취급까지 받고 있는 이 작품 내 가장 불쌍한 인물이라 할 수 있겠다. 말 가면으로 변신하더라도 평상시의 외모가 드러나지만, 평상시와의 갭(일반인↔변태 무술가)때문인지, 코우시 등 모두에게는 들키지 않고 있다(텐카에게는 들켜버리지만 텐카로부터 코우시와의 사이를 처음으로 응원받게 된다. 그러나 이것이 화근이 되어 후에 어떤 사건이 텐카의 짓이라고 치부해버려 오해가 생긴 적도 있었다).
코우시가 모모코와 잠깐 멀어졌을 때, 코우시와 데이트 도중 처음에는 들떴지만 그가 수행의 패기를 상실했다는 사실을 알아채고 설득하려 하지만, 코우시 본인에게 그를 지키고 싶다는 그녀의 마음이 부정되어 깊은 상처를 받고 통곡한다. 하지만 코우시가 다시 마음을 고쳐먹자 그녀도 또한 회복되었다. 엔도 가에서 꾸민 견・룡 토벌계획(犬・竜討伐計画)을 알아채고, 뿔뿔이 흩어진 동료들이나 자기쪽에 도움을 줄 수 있는 사람들을 찾아 분주해, 소네다(鼠子田)일족으로부터 엔도 가의 음모를 증언받을 수 있었다(그러나 이것은 할머니인 키미에의 성과일 수도 있다). 그녀가 고대의 힘을 깨우는 약물의 성분을 조절해 무술가의 육체를 폭발시키는 것을 생각해 내었다.
2년 뒤에는 분가 형제들이 사라지자 코가네이 가의 당주 자리에 일단 형 텐카보다는 강한 텐치(虎金井 天智)가 올라가 있는 상황, 자신이 당주에 오르기 위해(텐치 또한 자신에게는 어울리지 않는 자리라면서 텐카가 빨리 강해지기를 바라고 있다) 집에서 숨어 수련을 도와주며 자신의 힘도 기르고 있다(텐카도 강해지고 있지만, 그만큼 사나에도 강해져 둘의 차이는 메워지지 않는다). 남자에 대한 취향도 서서히 "강한 남자"가 되어가고 있다.
평상시의 생활에서는 성씨를 나카지마(中島)(음독이 같다)로 표기하고 있다. 이는 무술가 집안을 숨기기 위한 가명이라고 생각된다. 애니메이션에서도 오프닝이나 엔딩의 표기에 있어 처음에는 中島 早苗로 표기되던 것이 8화에서 정체가 밝혀진 이후 中慈馬 早苗가 되었다.
기술
여의천천각(如意天穿脚)차기(蹴) 기술중에서도, 특히 위력이 높은 기술. 각부에 투기를 응축시켜 상대의 몸에 구멍을 뚫는 듯한 날카로운 발차기를 구사한다.
여의천비상각(如意天飛翔脚)초고속 발차기. 허공을 디디고 차는 기술로, 공중에 있어도 몸의 자세를 순간적으로 전환할 수 있는 기술.
여의천마단죄제각(如意天馬断罪蹄脚)산테라신호류 궁극오의(珊底羅神護流究極奥義). 잠재하는 투기가 '수치심'에 의해 해방되어 천마의 형태로 구체화되어 천마의 말발굽에 의해 생겨난 공기압으로, 상대를 압살한다.
여의천마M자폐각(如意天馬M字閉脚)애니메이션 오리지널 기술. M자의 형태로 두 다리를 취해 무릎 부분에 대상을 사이에 두어 공격한다.
코가네이 텐카 (虎金井 天下)
성우 - 쿠사오 타케시 / 하성용
신다라열철류(真達羅烈鉄流)의 무술가. 17세. 신장 185cm. 3월 29일생. 양자리. O형. 금발의 머리카락을 갖고 있다. 풍운아 고등학교 2학년 A반.

이노우에 신타로 (猪野上 進太郎)
애니메이션 미등장
쿠비라경달맹진류(宮毘羅経達猛進流)의 계승자. 이노우에(猪野上)가의 적남. 17세. 풍운아 고등학교 2학년 C반.
엔도 유스케 (猿藤 優介)
애니메이션 미등장
안테라천변류(安底羅千変流)의 계승자. 17세. 엔도(猿藤)가의 적남. 미성년자이지만 흡연자(스트레스가 원인). 학교에는 리무진으로 등교하고 있다. 풍운아 고등학교 2학년 C반으로 전입.

### 무술가
나카지마 히카루 (中慈馬 ヒカル)
성우 - 우에다 요지 / 김대중

코가네이 텐가 (虎金井 天我)
성우 - 오쿠다 케이지 / 하성용

코가네이 텐텐 (虎金井 天々)
성우 - 나즈카 카오리 / 김지혜

코가네이 텐레이 (虎金井 天礼)
성우 - 카와다 신지 / 양준건

코가네이 텐치 [虎金井 天智]
성우 - 이시카와 시즈카 / 정현경

이누즈카 운켄 (犬塚 雲軒)
성우 - 켄다 텟쇼 / 시영준

쿠즈류 센다유 (九頭竜 千太夫)
성우 - 호우카 카츠히사 / 심승한

나카지마 키미에 (中慈馬 キミエ)
성우 - 코미야 카즈에 / 양정애

일광보살 (日光菩薩)
애니메이션 미등장
코가네이 격투편에서부터 등장한 "12"라는 번호표가 붙어있는 저지에 복대를 찬 게이트 볼러 노인. 게이트 볼의 스틱을 무기로 삼는다.

엔도 마키히사 (猿藤 幹久)
애니메이션 미등장
안테라천변류(安底羅千変流)의 현 당주이지만, 원래 분가 출신. 정치인.

코가네이 소텐 (虎金井 蒼天)
애니메이션 미등장
신다라열철류(真達羅烈鉄流)의 원 당주. 텐카, 텐치의 실제 아버지. 전신에 커다란 문신을 새긴 남자.

이노우에 모타츠 (猪野上 猛達)
애니메이션 미등장
쿠비라경달맹진류(宮毘羅経達猛進流)의 현 당주. 신타로의 부친. 44세.

이로하의 아버지
전 미야모토파의 수장. 항상 기묘한 가면으로 얼굴을 가리고 있기에, 본모습은 불명.

긴지 (銀次)
마키히사(猿藤 幹久)의 부하.

이누즈카 시노 (犬塚 信乃)
코우시의 죽은 모친. 본디 성은 시카고(鹿御)로, 마지막 기린(麒麟)의 일족. 그 사실을 숨기기 위해 계속 카네코(金子)라는 가명을 사용.

코가네이 이쿠에 (虎金井 いくえ)
코가네이 마을의 호랑이 사육사. 웃는 얼굴이 어울리는 명랑한 여성.

엔도 츠요시 (猿藤 つよし)
텐텐 밑에서 일하는 엔도 일족의 남자. 딱 겉보기에도 찌끄레기 같아 보이는 낯짝을 하고 있어 이로하와 사나에에게 붙잡히고는 비밀 정보를 전부 폭로했다.

### 그 외 인물
닛타이 다이고로 (日体 大五郎)
성우 - 시무라 토모유키 / 이상훈
풍운아 고등학교 2학년 C반 임시담임.
특기
로스엔젤레스 메가톤 프레스(ロサンゼルスメガトンプレス)미야모토 가의 근육증강제를 마신 뒤 지면에 연속으로 내지른 펀치. 소규모의 크레이터를 만들 정도의 위력.

사키사카 하야토 (咲坂 隼人)
코우시의 학교 수학선생. 잘생긴 외모 탓에, '결혼하고 싶은 선생님 No.1'.

사이고 카츠유키 (西郷 勝行)
성우 - 카와노 타케토시 / 심승한
풍운아 고등학교의 학생.

### 애니메이션 오리지널
카메다 이나호 (亀田 稲穂)
성우 - 이노우에 키쿠코 / 최하나
13화 등장. 풍운아 고등학교에 부임한 신임교사. 사실은 소우데만근류(蘇迂出満根流)유파의 자손.

미야자와 루미 (宮沢 ルミ)
성우 - 마츠키 미유 / 이민하
14화 등장. 코우시와 같은 반. 좀처럼 존재감이 없기에 다른 학생들은 물론 코우시와 모모코도 존재여부를 모르고 있었다.

우즈키 앨리스 (卯月 アリス)
성우 - 미~코 / 은정
15화 등장. 롱헤어의 미소녀. 검은 옷의 남자들로부터 도망치는 자신을 구하려 한 사이고(西郷 勝行)와 만난다.
마쿠라혁혁화현류(摩休羅赫々華弦流)가문의 무술가로 태어났다. 우즈키(卯月)가문에서는 최고의 능력자이지만, 꿈꿔왔던 가수를 목표하기 위해 우즈키 가문을 배반, 거리로 나와 스트리트 뮤지션으로 생활하면서 도망 생활을 계속하고 있다.

키모가리 (キモガリ)
성우 - 우에다 유지 / 류승곤
18화 등장. '하이츠 나카지마(ハイツ中島-나카지마 키미에의 아파트)'에 사는 사법고시 재수생. '키모가리(キモガリ)'라는 별명은 성씨 키모이((肝井)(동음어:キモい(기분나쁜)))와 공부벌레(がり勉)을 조합해 키미에가 붙여준 별명. 본명은 불명.

다락방 할멈 (座敷ババア)
성우 - 마야마 아코 / 최문자
18화 등장. 경단머리의 백발의 노파. 연령, 본명은 불명.

아야츠지 키누 (綾辻 絹)
성우 - 토요구치 메구미 / 정현경
19화 등장. 롱헤어 스타일의 발군의 미소녀. 18세.

유우키 치즈루 (酉木 千鶴)
성우 - 코자쿠라 에츠코 / 이민하
24화 등장. 마토바익식예취류(真鳥羽翼式鋭嘴流)의 통솔자. 어린 나이로 유우키(酉木) 일족을 통솔하는 그녀이지만, 자기 마음대로 되지 않는 것은 없다고 생각하는 고집불통 아가씨.
예로부터 '무술은 낡아빠졌다'고 생각하여 현대과학기술로 맞서려 한다.

## 만화책 일람
- 1권 2005년 5월 25일 발행 ISBN 978-8-9529-9968-9
- 2권 2005년 8월 25일 발행 ISBN 978-8-9529-9970-2
- 3권 2005년 10월 25일 발행 ISBN 978-8-9529-6730-5
- 4권 2006년 4월 25일 발행 ISBN 978-8-9258-0102-5
- 5권 2006년 9월 25일 발행 ISBN 978-8-9258-0344-9
- 6권 2006년 12월 25일 발행 ISBN 978-8-9258-0448-4
- 7권 2007년 3월 26일 발행 ISBN 978-8-9258-0449-1
- 8권 2007년 8월 25일 발행 ISBN 978-8-9258-0581-8
- 9권 2007년 12월 25일 발행 ISBN 978-8-9258-0702-7
- 10권 2008년 6월 25일 발행 ISBN 978-8-9258-1715-6
- 11권 2008년 9월 25일 발행 ISBN 978-8-9258-2185-6
- 12권 2009년 2월 25일 발행 ISBN 978-8-9258-2817-6
- 공식 가이드북 2006년 9월 25일 ISBN 4-7575-1771-8 (일본)

## TV 애니메이션
2006년 10월부터 2007년 3월까지 아사히TV에서 심야시간대에 방송하였다. 인터넷에서도 무료로 방송되었다. 하이비젼(ハイビジョン)제작.

### 스탭진
- 감독 - 나카니시 노부아키
- 시리즈 구성 - 이노우에 토시키
- 캐릭터 디자인 - 아미사키 료코
- 총작화감독 - 아미사키 료코, 카노 아야
- 미술감독 - 마츠다이라 사토시
- 색채설정 - 야마구치 요시카
- 촬영감독 - 세리자와 나오키
- 편집 - 사카모토 마사키
- 음악 - 4-EVER
- 음향감독 - 타카하시 코우
- 프로듀서 - 토도로키 토요타, 사쿠라이 유우카, 萩原大輔, 야마자키 나리히토, 사토미 테츠로, 오오타 켄지
- 애니메이션 제작 - 스튜디오 히바리 (スタジオ雲雀)
- 제작 - TV 아사히
- 제작(저작권자) - 스모모 제작위원회 (반다이 비주얼, 란티스, 무빅, 스튜디오 히바리)